# Kanton Maizières-lès-Metz
Der Kanton Maizières-lès-Metz war ein von 1973 bis 2015 bestehender französischer Wahlkreis im Arrondissement Metz-Campagne, im Département Moselle und in der Region Lothringen. Sein Hauptort Maizières-lès-Metz.
Im Jahre 2006 zählte der Kanton 27.903 Einwohner auf 28,22 km².

## Gemeinden
| Gemeinde           | Einwohner | Code postal | Code Insee |
| ------------------ | --------- | ----------- | ---------- |
| Hagondange         | 8.675     | 57300       | 57283      |
| Hauconcourt        | 569       | 57280       | 57303      |
| Maizières-lès-Metz | 9.344     | 57280       | 57433      |
| Semécourt          | 874       | 57280       | 57645      |
| Talange            | 7.782     | 57525       | 57663      |